# Jacques Bellanger
Jacques Bellanger (Fontainebleau, 25 de junho de 1931 – Montpellier, 30 de setembro de 2021) foi um político francês. Membro do Partido Socialista, serviu no Senado da França de 1986 a 1995 e novamente de 1997 a 2004.